# Matevž Kamnik
Matevz Kamnik est un joueur slovène de volley-ball né le 24 novembre 1987 à Maribor. Il mesure 2,02 m et joue central.

## Clubs
| Club              | Pays     | De        | À         |
| ----------------- | -------- | --------- | --------- |
| Autocommerce Bled | Slovénie | 2006-2007 | 2008-2009 |

## Palmarès
- Top Teams Cup (1)
  - Vainqueur : 2007
- MEVZA (2)
  - Vainqueur : 2007, 2008
- Championnat de Slovénie (1)
  - Vainqueur : 2007, 2008
- Coupe de Slovénie (2)
  - Vainqueur :2007, 2008